# MGM-134 Midgetman
MGM-134A Midgetman, còn gọi là Tên lửa liên lục địa cỡ nhỏ-Small Intercontinental Ballistic Missile (SICBM), là một loại tên lửa đạn đạo liên lục địa do Không quân Mỹ phát triển. Hệ thống tên lửa được triển khai từ xe mang phóng tự hành. Hệ thống tên lửa có khả năng thiết lập nhanh chóng, di chuyển để tránh đòn tấn công của tên lửa đối phương.

## Khái quát
Tên lửa Midgetman ra đời từ nhu cầu của Không quân Mỹ cần có một tên lửa ICBM cỡ nhỏ, có khả năng triển khai từ xe mang phóng tự hành. Các giếng phóng tên lửa cố định luôn là mục tiêu của các đợt tấn công hạt nhân, và do tên lửa liên lục địa phóng từ tàu ngầm có độ chính xác ngày càng lớn, dẫn đến mối đe dọa ngày càng lớn từ việc Liên Xô có khả năng phóng một loạt lớn tên lửa từ phía ngoài bờ biển nước Mỹ, tiêu diệt gần như toàn bộ lực lượng ICBM của nước này trước khi chúng có thể kịp phản ứng. Bằng cách phát triển các tổ hợp tên lửa di động, khiến đối phương khó có thể xác định được vị trí, những tổ hợp tên lửa như vậy có khả năng sống sót cao trước đợt tấn công đầu tiên của kẻ thù. Không quân Mỹ muốn trang bị các tổ hợp tên lửa di động để duy trì khả năng đáp trả hạt nhân, một khi các giếng phóng ICBM cố định đã bị tấn công. Đây cũng là câu trả lời của Mỹ cho việc Liên Xô phát triển tên lửa SS-24 (cấu hình phóng từ tàu hỏa) và SS-25 (phóng từ xe phóng tự hành).
Quá trình nghiên cứu SICBM (Small Intercontinental Ballistic Missile) bắt đầu vào năm 1984 dưới sự chủ trì của Air Force Program Office, Căn cứ không quân Norton, California, với sự tham gia của TRW và Technical Assistance (SETA). Hợp đồng phát triển tên lửa được trao cho Martin Marietta, Thiokol, Hercules, Aerojet, Boeing, General Electric, Rockwell và Logicon vào cuối năm 1986. Nguyên mẫu tên lửa được phóng vào năm 1989 tuy nhiên đã gặp trục trặc và rơi xuống biển Thái Bình Dương sau khi bay được khoảng 70 giây. Lần thử nghiệm thành công đầu tiên diễn ra vào ngày 18/4/1991.

## Thiết kế
Tên lửa XMGM-134A là một tên lửa 3 tầng nhiên liệu rắn. Giống như LGM-118 Peacekeeper, nó sử dụng phương pháp phóng lạnh, theo đó sử dụng khí áp suất cao để đẩy tên lửa khỏi ống phóng. Tên lửa sau đó sẽ được kích hoạt khi đã hoàn toàn ra khỏi ống phóng.
Tên lửa Midgetman có tầm bắn khoảng 11.000 kilômét (6.800 mi). Hai loại đầu đạn đã được phát triển cho loại tên lửa này: đầu đạn W87-1 chứa trong phương tiện hồi quyển Mark 21 với đương lượng nổ 475 kt (1.990 TJ), và đầu đạn W61 xuyên đất với đương lượng nổ 340 kt (1.400 TJ).

### Phương tiện mang phóng

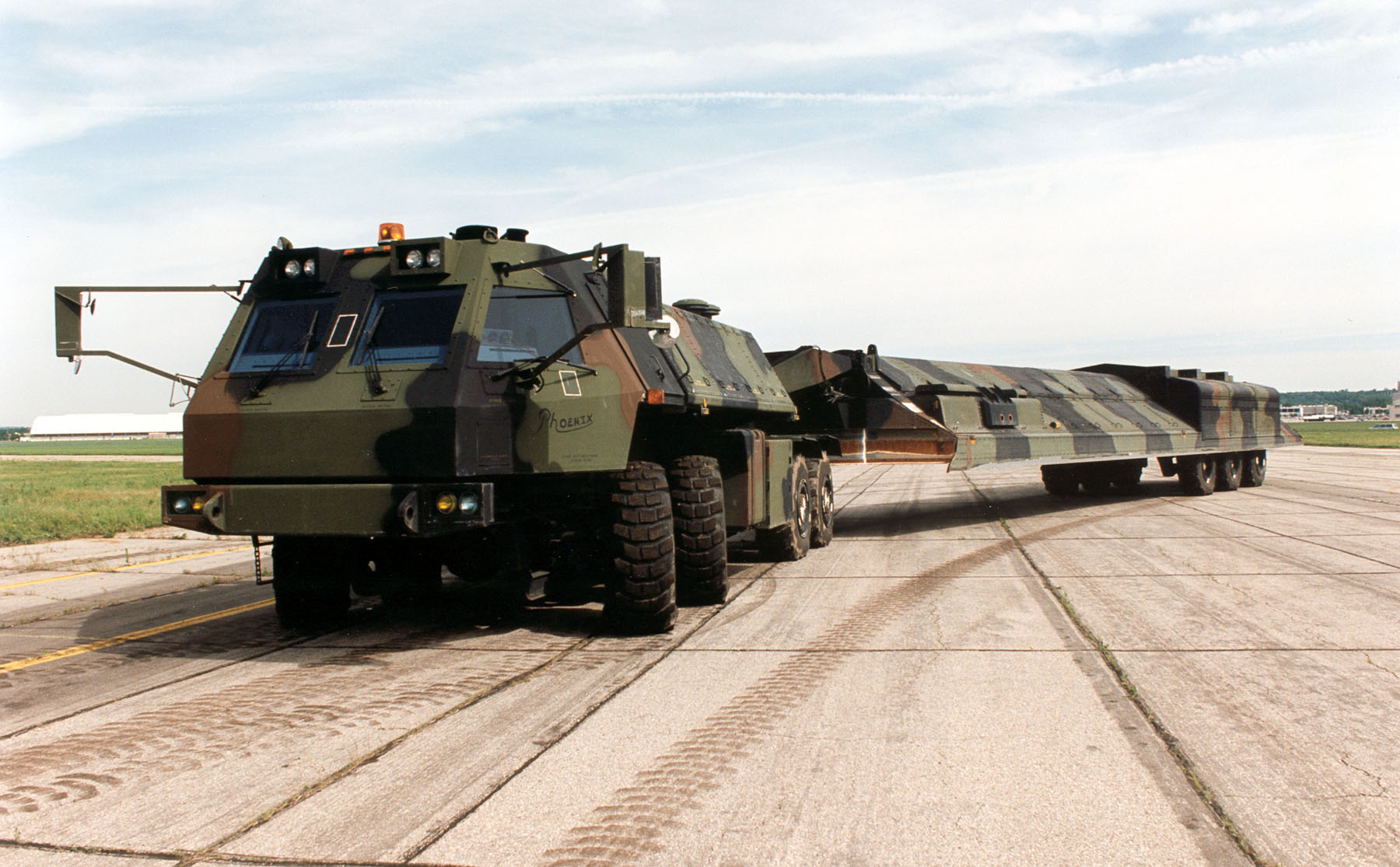
Xe phóng tự hành Hard Mobile Launcher

Tên lửa Midgetman được vận chuyển bằng xe mang phóng tự hành 8 bánh chủ động Hard Mobile Launcher (HML). Phần lớn thời gian các phương tiện phóng sẽ vẫn nằm ở căn cứ tên lửa, chỉ được triển khai khi xảy ra khủng hoảng như chiến tranh hạt nhân xảy ra. Hard Mobile Launcher có khả năng chống bức xạ và có khả năng đào đất bằng mũi cày trước xe che chắn trước sóng nổ hạt nhân.

### Hủy bỏ
Sau khi chiến tranh Lạnh kết thúc vào những năm 1990, Hoa Kỳ đã giảm quy mô phát triển các vũ khí hạt nhân mới. Do đó chương trình tên lửa Midgetman đã bị hủy bỏ vào tháng 1 năm 1992. Di sản của chương trình này nằm ở công nghệ động cơ graphite nhiên liệu rắn được sử dụng trên tầng đẩy phụ GEM của tên lửa Delta, và tầng đẩy Orion trên tên lửa đối đất Pegasus.
Liên Xô cũng phát triển loại tên lửa tương tự là RSS-40 Kuryer đã được thử nghiệm nhưng bị hủy bỏ vào tháng 10 năm 1991. 

## Đặc điểm
- Chiều dài  : 14 m (46 ft)
- Đường kính  : 1,17 m (3 ft 10 in)
- Trọng lượng  : 13.600 kg (30.000 lb)
- Phạm vi  : 11.000 km (6.800 mi)
- Động cơ  : Tên lửa nhiên liệu rắn ba tầng.
- Đầu đạn  : Phương tiện hồi quyển Mark 21 mang đầu đạn W87-1 (475 kt (1.990 TJ)). Hoặc đầu đạn W61 (340 kt (1.400 TJ)).

## External links
- http://www.designation-systems.net/dusrm/m-134.html
- Interview with Mr. Perle about U.S. - Soviet Arms Control from the Dean Peter Krogh Foreign Affairs Digital Archives